# لیک ویلدرنس (ویرجینیا)
لیک ویلدرنس (به انگلیسی: Lake Wilderness) یک منطقهٔ مسکونی در ایالات متحده آمریکا است که در شهرستان اسپوت‌سیلوانیا، ویرجینیا واقع شده‌است. لیک ویلدرنس ۲٬۶۶۹ نفر جمعیت دارد.